# Mahmoud Al-Zein
Mahmoud Al-Zein (arabiska: محمود الزين), med smeknamnet "gudfadern av Berlin", är en av Tysklands mäktigaste maffiabossar och ses som "bossarnas boss".
Al-Zeins klan består av ungefär 15000 personer. Han är maffialedare för flera hundra medlemmar och har kontakter i flertalet europeiska länder, Sydamerika och Mellanöstern.
Al-Zein kom asylsökande till Tyskland år 1982, men hans ansökan avslogs. Försök att utvisa honom, bland annat efter fällande domar för olaglig narkotikahandel, har inte kunnat genomföras eftersom han betraktats som statslös.